# 烏爾曼 (烏克蘭)
49°34′1″N 24°57′3″E / 49.56694°N 24.95083°E
烏爾曼（羅馬化：Urman）是烏克蘭西部特諾皮爾州特諾皮爾區貝雷扎尼市鎮的村莊。該村分別距離納德里奇內0.5公里和皮利希夫1.5公里，始建於1385年，面積0.69平方公里，海拔高度319米，2014年人口601。